# Копетон світлогорлий
Копето́н світлогорлий (Myiarchus nuttingi) — вид горобцеподібних птахів родини тиранових (Tyrannidae). Мешкає в Мексиці і Центральній Америці. Вид названий на честь американського зоолога Чарльза Клівленда Наттінґа.

## Опис
Довжина птаха становить 18-19 см, вага 21-23 г. Виду не притаманний статевий диморфізм. Верхня частина тіла оливково-коричнева, голова з коротким чубом дещо темніша. Груди сірі, живіт жовтуватий. Крила рудувато-коричневі з темними смужками.

## Підвиди
Виділяють три підвиди:
- M. n. inquietus Salvin & Godman, 1889 — західна та центральна Мексика;
- M. n. nuttingi Ridgway, 1882 — від південної Мексики до центральної Коста-Рики;
- M. n. flavidior Van Rossem, 1936 — від південно-західної Мексики вздовж тихоокеанського узбережжя до північно-західної Коста-Рики.

## Поширення і екологія
Світлогорлі копетони поширені від Мексики до Коста-Рики. Вони живуть в сухих субтропічних і тропічних лісах і чагарникових заростях на висоті до 1800 м над рівнем моря.

## Поведінка
Світлогорлі копетони харчуються здебільшого комахами, яких шукає в лісовому підліску. Також птахи доповнюють свій раціон дрібними плодами і ягодами. Гніздяться в дуплах дерев, в кладці від 3 до 5 яєць.